# Giles Foden
Giles Foden (Warwickshire, 1967) is een Brits schrijver. Hij bracht een deel van zijn jeugd door in Afrika. Het merendeel van zijn romans speelt zich ook af op dit continent. Zijn boek The Last King of Scotland, over Idi Amin, werd in 2006 verfilmd. Dit boek werd bekroond met meerdere prijzen.